# Naabtal-Radweg
Der Naabtal-Radweg ist ein Fernradweg entlang der Naab von Unterwildenau bis Regensburg. Er verläuft fast auf seiner ganzen Länge parallel zur Bahnstrecke Regensburg–Weiden.

## Verlauf und Charakteristik

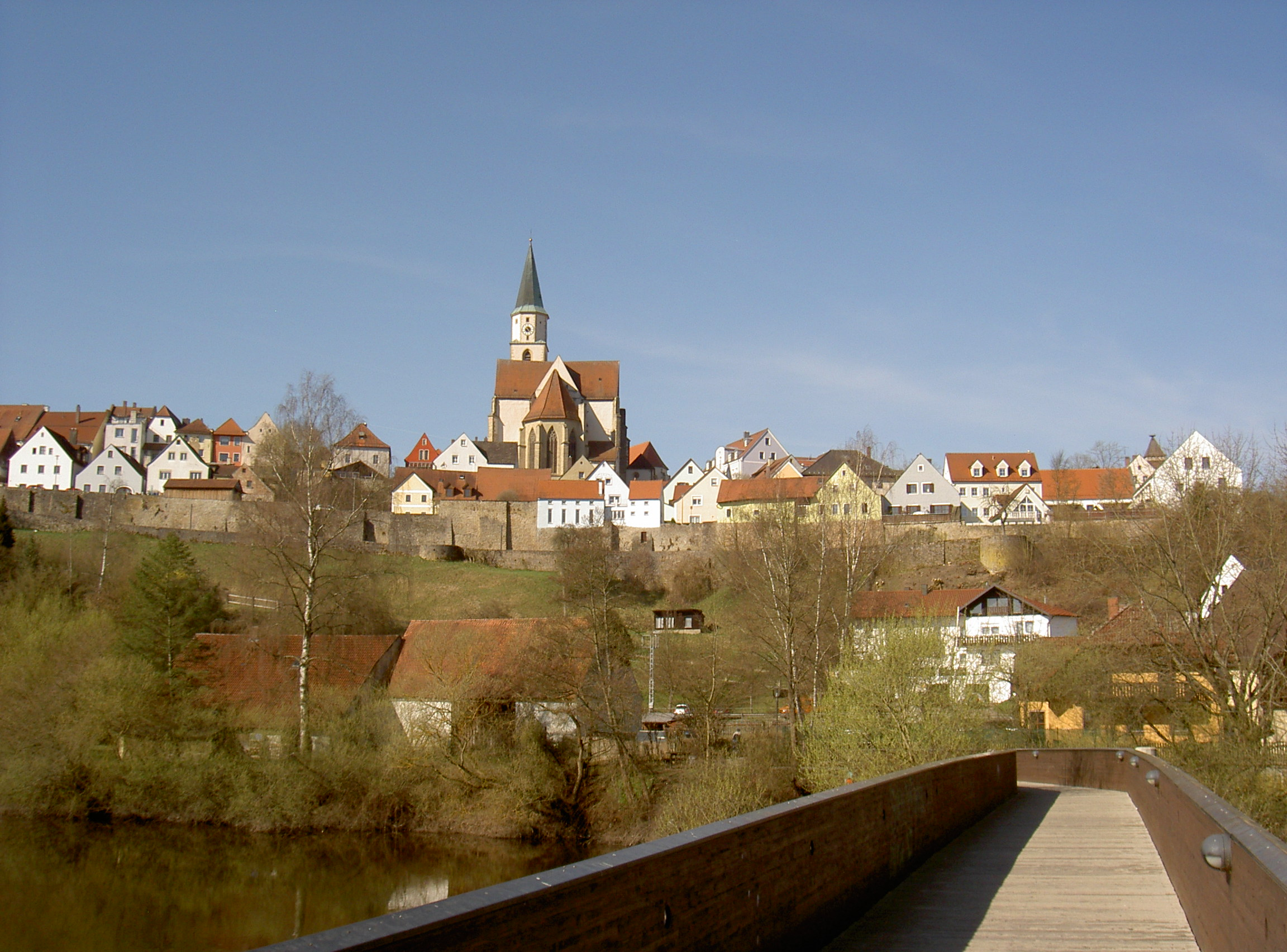
Nabburg am Naabtal-Radweg,
Fahrradbrücke über die Naab

Der Naabtal-Radweg beginnt in Unterwildenau beim Zusammenfluss der Haidenaab (nordwestlich) und der Waldnaab (nördlich). Hier treffen sich auch der Haidenaab-Radweg und der Waldnaabtal-Radweg. Der Naabtal-Radweg verläuft sehr gut ausgebaut und sehr gut ausgeschildert fast auf der ganzen Strecke eben auf Radwegen direkt am Ufer der Naab. Auf der gesamten Strecke gibt es Einkaufs-, Einkehr- und Übernachtungsmöglichkeiten und Campingplätze. Der Radweg verläuft parallel zu einer Regionalbahnstrecke, somit kann problemlos abgekürzt und unterbrochen werden.

## Sehenswürdigkeiten am Weg
- Luhe-Wildenau: Mittelalterlicher Markt des Ortsteils Luhe mit Hußturm und auf die Zeit der Gotik zurückgehende Martinskirche.
- Wernberg-Köblitz: Die im 13. Jahrhundert erstmals erwähnte Burg Wernberg und die mittelalterliche Wehrkirche St. Emmeram in Oberköblitz.
- Pfreimd: Im 16. Jahrhundert erbaute Kirche Mariä Himmelfahrt und das ebenfalls aus dem 16. Jahrhundert stammende Franziskanerkloster Pfreimd.
- Perschen: Edelmannshof von 1605, Pfarrkirche Sankt Peter und Paul und Friedhofskapelle aus dem 13. Jahrhundert und Freilandmuseum Oberpfalz
- Nabburg: Romanische Nikolauskirche im Stadtteil Venedig aus dem 13. Jahrhundert, mittelalterlicher Markt mit Stadtmauer und Stadttoren, gotische Basilika St. Johannes Baptist am Markt.
- Schwarzenfeld: Das Mausoleum und das Schloss der Grafen von Holnstein, die Kirche St. Dionysius und Ägidius und die Dreifaltigkeitskirche auf dem Miesberg.
- Schwandorf: Die Altstadt mit zahlreichen Gebäuden aus dem 14. bis 16. Jahrhundert und die Felsenkeller aus dem 19. Jahrhundert.
- Burglengenfeld: Die denkmalgeschützte Altstadt und die auf das 9. Jahrhundert zurückgehende Burg Burglengenfeld.
- Kallmünz: Die Burgruine Kallmünz, die auf eine keltische Anlage zurückgeht, mehrere Kirchen und Schlösser aus dem 13. bis 17. Jahrhundert.
- Pielenhofen: Das im 13. Jahrhundert gegründete Kloster Pielenhofen.
- Etterzhausen: Das Schloss Etterzhausen, das auf eine Burg aus dem 13. Jahrhundert zurückgeht.
- Mariaort: Ein schon seit 8000 v. Chr. besiedelter Ort mit der Wallfahrtskirche Mariä Himmelfahrt.
- Regensburg: Die gesamte Regensburger Altstadt mit zahlreichen Kirchen, Klöstern und anderen Gebäuden.

## Verkehrsanbindung
| Zuggattung           | Zuggattung | Strecke | Taktfrequenz    |
| -------------------- | ---------- | --- | --------------- |
| alex Nord            |            | München Hbf – Landshut – Regensburg – Schwandorf – Hof Hbf / Furth im Wald – Plzeň (Pilsen) – Praha hlavní nádraží (Prag) | Zweistundentakt |
| RE                   |            | (Regensburg –) Schwandorf – Amberg – Nürnberg Hbf                                                                         | Stundentakt     |
| RE                   |            | Regensburg – Schwandorf – Hof Hbf                                                                                         | einmal freitags |
| OPB1 (Oberpfalzbahn) |            | (Regensburg –) Schwandorf – Weiden (Oberpf) (– Marktredwitz)                                                              | Stundentakt     |

## Bilder

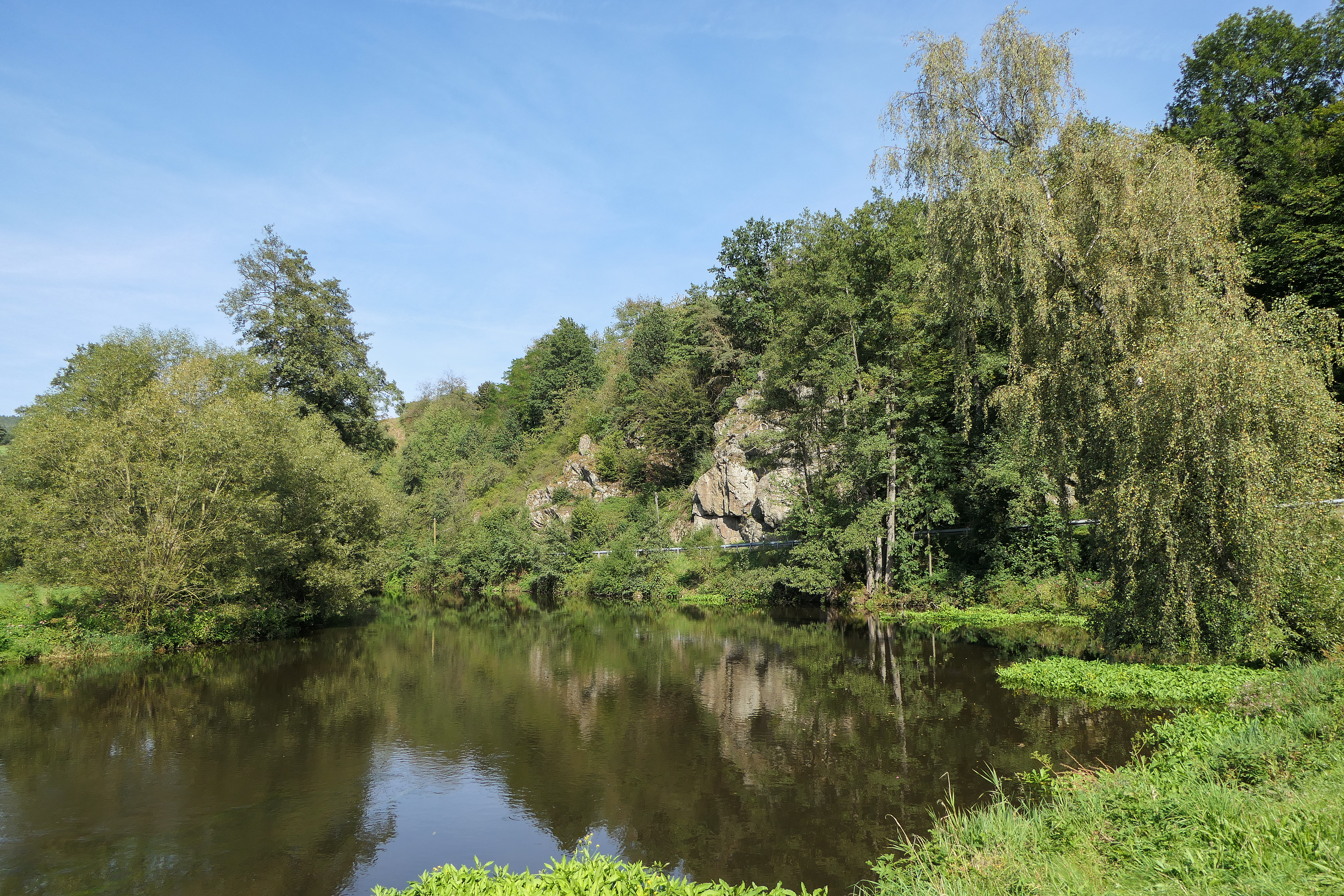
Romantisches Naabtal bei Pfreimd
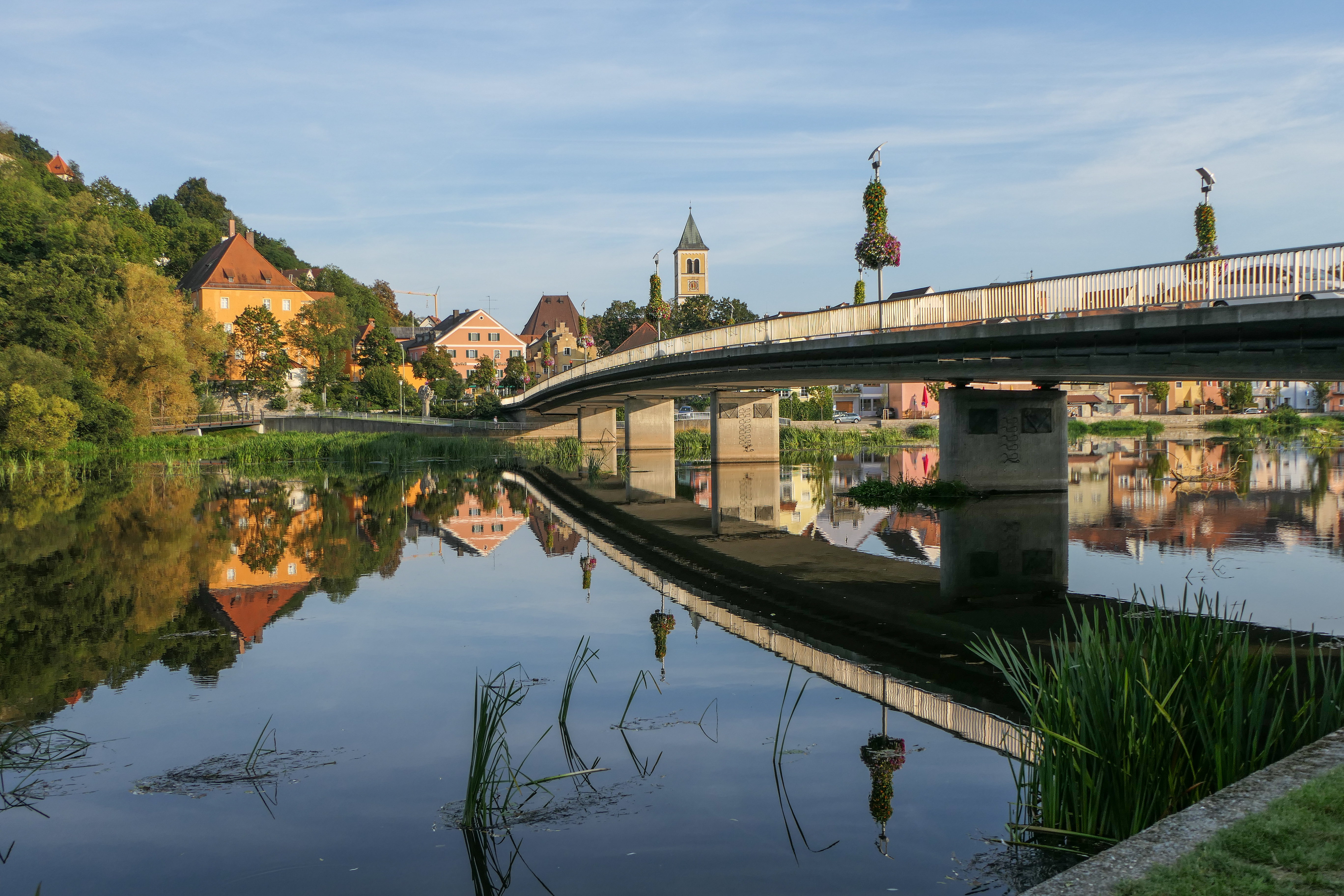
Naabbrücke Burglengenfeld
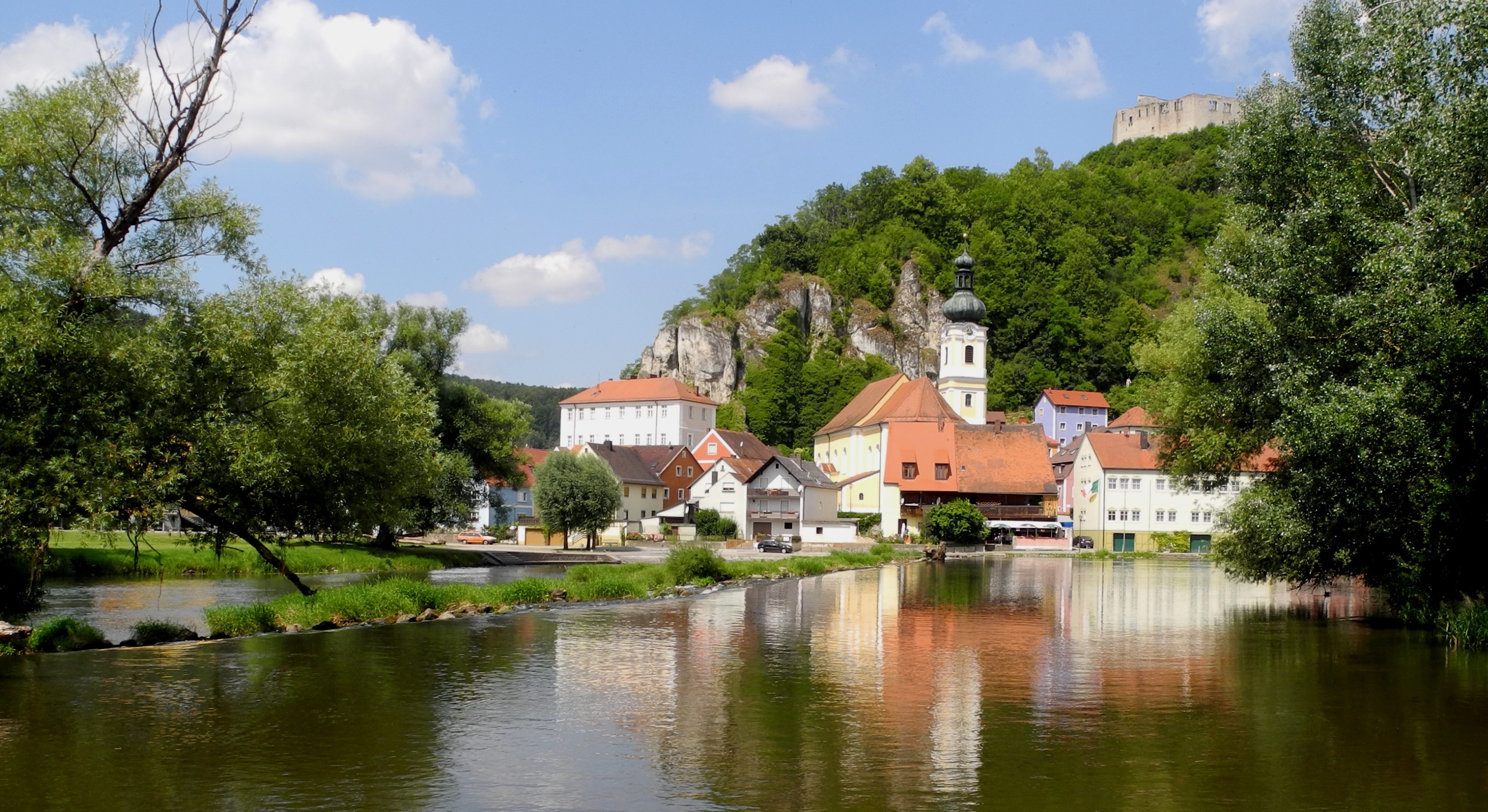
Altstadt und Burg Kallmünz
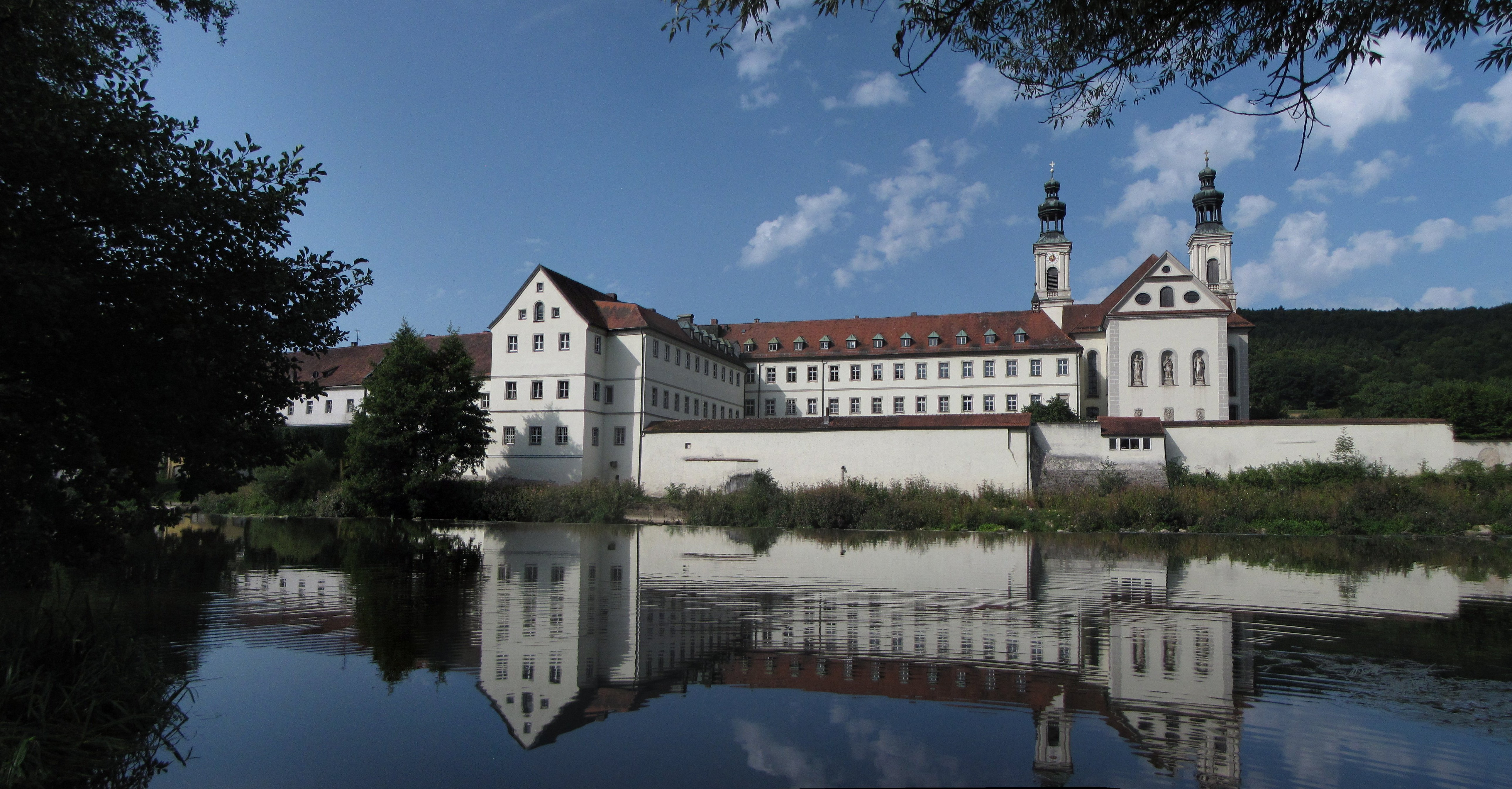
Kloster Pielenhofen
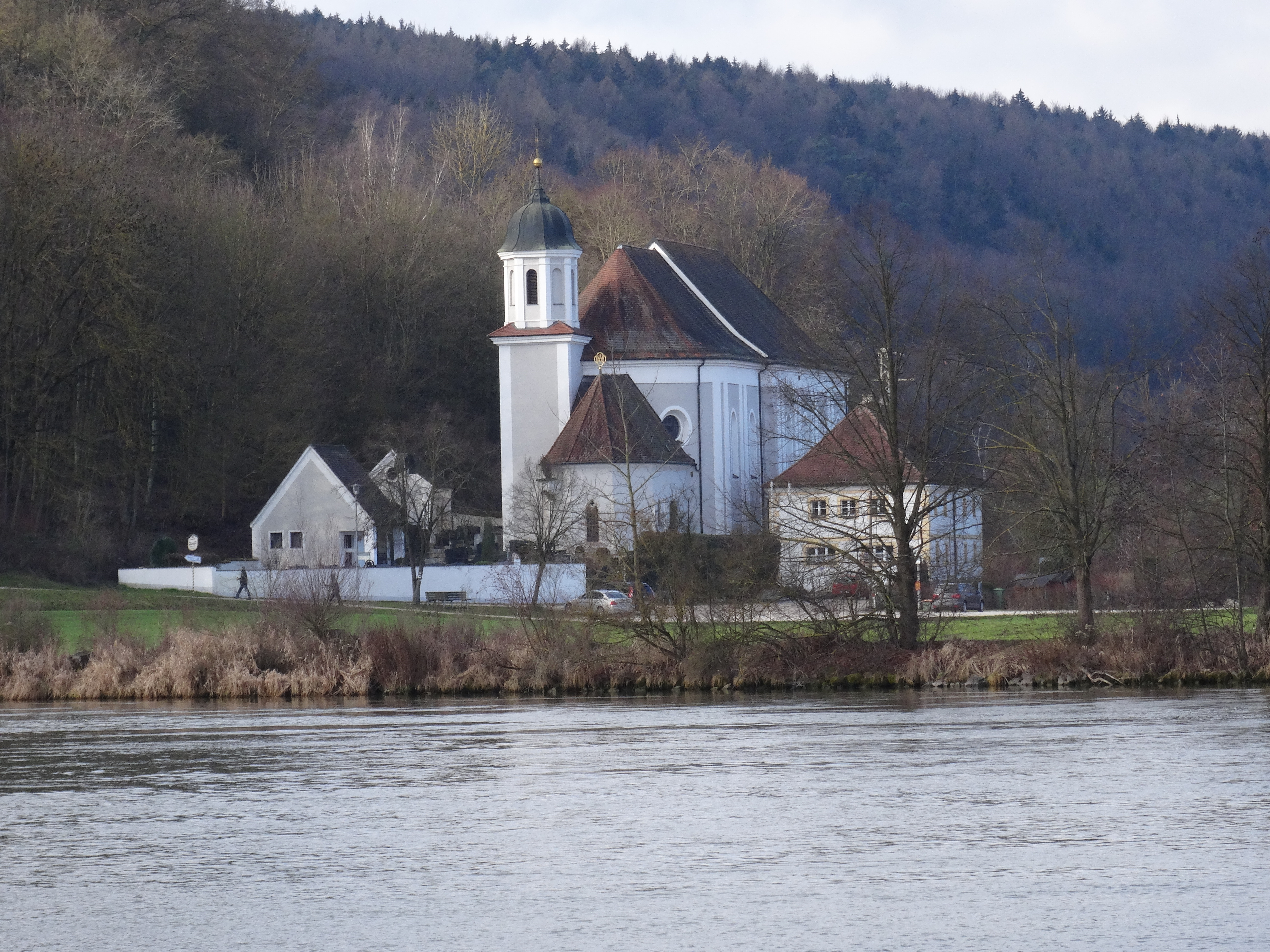
Wallfahrtskirche Mariä Himmelfahrt und Naabmündung in Mariaort
UNESCO-Welterbe Altstadt Regensburg